# Tecla Merlo
Tecla Merlo, al secolo Maria Teresa Merlo (Castagnito d'Alba, 20 febbraio 1894 – Albano Laziale, 5 febbraio 1964), è stata una religiosa italiana, cofondatrice della Pia società figlie di San Paolo e riconosciuta Venerabile dalla Chiesa cattolica.

## Biografia
Teresa Merlo nasce a Castagnito d'Alba il 20 febbraio 1894; i genitori erano contadini e fra i 17-18 anni chiese di entrare fra le suore del Cottolengo di Torino, ma venne respinta poiché ritenuta non idonea per motivi di salute.
Ad Alba, Don Giacomo Alberone, aveva fondato nel 1914 la Congregazione per l'apostolato della buona stampa, affidandosi alla collaborazione d'un ramo femminile ed il 27 giugno 1915, Teresa Merlo s'unì al piccolo gruppo delle "figlie" radunato ad Alba.
Come dirigente del piccolo gruppo fino al 1922 fu Angela Maria Boffi. Le prime giovani, compresa Teresa Merlo fecero una prima esperienza nell'apostolato stampa a Susa, dal 1918 al 1922; il 22 luglio 1922 furono chiamate ad Alba dove emisero privatamente i voti costituendo così l'Istituto delle "Figlie di San Paolo" e nello stesso giorno la Boffi venne sostituita come superiora proprio da Teresa Merlo che prese il nome di "Tecla", ricevendo, come nel ramo maschile, il titolo di "Prima maestra".
Dopo alcuni anni la costituzione dell'Istituto di Don Alberione prendeva forma e le suore vennero avviate verso la costituzione d'un Istituto autonomo, come Congregazione religiosa vera e propria, staccata dal ramo maschile; Tecla Merlo vestì l'abito religioso insieme alle consorelle il 30 ottobre 1928.
Dopo l'approvazione diocesana del 15 marzo 1929, la vita di madre Tecla s'unisce con la storia della Famiglia Paolina. Collaborò alla fondazione delle Pie discepole del Divin Maestro, delle Suore di Gesù Buon Pastore e delle Apostoline; visitò più volte le case del suo Istituto, che si diffondeva in tutto il mondo; spostò la Casa Generalizia a Roma, fondando per le suore ammalate una clinica ad Albano Laziale, trasformatosi col tempo nell'attuale ospedale Regina Apostolorum, aperto a tutti i religiosi e religiose.
Morì il 5 febbraio 1964 a 70 anni; inizialmente tumulata nel Cimitero del Verano, tre anni dopo venne traslata nella cripta del Basilica di Santa Maria Regina degli Apostoli alla Montagnola in Roma.
A tutt'oggi sono in corso i processi canonici per la sua beatificazione.